# 埃拉尔门德罗
埃拉尔门德罗，是西班牙安达卢西亚自治区韦尔瓦省的一个市镇。总面积171平方公里，总人口855人（2001年），人口密度5人/平方公里。